# Crooked Streets
Crooked Streets er en amerikansk stumfilm fra 1920 af Paul Powell.

## Medvirkende
- Ethel Clayton som Gail Ellis
- Jack Holt som Rupert O'Dare
- Clyde Fillmore som Lawrence Griswold
- Clarence Geldart som Silas Griswold
- Josephine Crowell
- Fred Starr som Sailor Hugh